# Bahía Escocesa
Bahía Escocesa és una gran badia de la República Dominicana, que s'estén a través de 70 quilòmetres en la costa nord-est des de la localitat de Cabrera al Cabo Cabrón. La costa de la badia es troba totalment dins de dues províncies, María Trinidad Sánchez, en l'oest, i Samaná, al sud.